# Färeds landskommun
Färeds landskommun var en tidigare kommun i Skaraborgs län.

## Administrativ historik
Landskommunen bildades den 1 januari 1888 när Hassle, Berga och Färeds landskommun delades i två, och denna kommun motsvarade då området för Färeds socken.
Vid Kommunreformen 1952 uppgick denna kommun i Hasslerörs landskommun som 1971 uppgick i Mariestads kommun.